# Trees Merckx-Van Goey
 Thérèse Marie Jeanne (Trees) Van Goey of Trees Merckx-Van Goey (Antwerpen, 17 juni 1951) is een voormalig Belgisch politica, lid van CD&V. Van december 2007 tot juni 2021 was ze rechter in het Grondwettelijk Hof.

## Levensloop
Na de Latijn-Griekse humaniora in het Instituut Dames van het Christelijk Onderwijs in Antwerpen behaalde Trees Van Goey haar kandidaturen in de rechten aan het UFSIA. Haar licentie behaalde ze in 1975 aan de Katholieke Universiteit Leuven. Nadien behaalde ze in 1976 aan dezelfde universiteit nog een getuigschrift criminologie. Ze trouwde Remy Merckx.
Ze schreef zich in bij de balie van Dendermonde en was werkzaam als advocate van 1975 tot 1981. Vervolgens werd ze van 1981 tot 1985 bestuurssecretaris op het ministerie van Justitie.
In oktober 1985 werd Merckx-Van Goey voor de CVP lid van de Kamer van volksvertegenwoordigers voor het arrondissement Leuven en vervulde dit mandaat tot in mei 1995. In de Kamer was ze van 1992 tot 1995 voorzitter van de commissie Volksgezondheid en Leefmilieu en van 1994 tot 1995 secretaris. In de periode december 1985-mei 1995 had ze als gevolg van het toen bestaande dubbelmandaat ook zitting in de Vlaamse Raad. De Vlaamse Raad was vanaf 21 oktober 1980 de opvolger van de Cultuurraad voor de Nederlandse Cultuurgemeenschap, die op 7 december 1971 werd geïnstalleerd, en was de voorloper van het huidige Vlaams Parlement. Van oktober 1992 tot september 2001 was Merckx-Van Goey tevens nationaal ondervoorzitter van de CVP, tot de partij werd herdoopt tot CD&V.
Bij de eerste rechtstreekse verkiezingen voor het Vlaams Parlement van 21 mei 1995 werd ze verkozen in de kieskring Leuven. Ook na de twee volgende Vlaamse verkiezingen van 13 juni 1999 en 13 juni 2004 bleef ze Vlaams volksvertegenwoordiger. Van juli 1999 tot juli 2004 maakte ze als secretaris deel uit van het Bureau (dagelijks bestuur) van het Vlaams Parlement. Ook was ze van 1995 tot 1999 voorzitter van de commissie Welzijn, Gezondheid en Gezin en van 2004 tot 2007 voorzitter van de commissie Economie, Werk en Sociale Economie. Op 23 november 2005 werd ze samen met Johan Sauwens gehuldigd voor haar twintig jaar parlementair mandaat tijdens een plenaire vergadering in het Vlaams Parlement. In december 2007 nam ze ontslag als Vlaams volksvertegenwoordiger, waarna ze de overstap maakte naar het Grondwettelijk Hof.
Ze werd ook actief in de gemeentepolitiek van de stad Tienen. Ze was er van 1995 tot 2007 gemeenteraadslid en van 1995 tot 2000 schepen van Financiën, Middenstand, Ruimtelijke Ordening en Toerisme.
Haar interesses waren uiteenlopend en lagen in de domeinen welzijn, gezondheid, werkgelegenheid en leefmilieu. De voorstellen van decreet die ze in de periode 1985-2005 indiende, hadden kinderen, kinderrechten, gezinsbeleid,  slachtofferhulp en drugspreventie als hoofdthema's. Ook was ze van 2000 tot 2007 ondervoorzitster van het Vlaams Instituut voor Wetenschappelijk Aspectenonderzoek en in 2007 waarnemend lid van de Nationale Commissie voor de Rechten van het Kind.
Op 9 oktober 2007 werd ze door de Senaat voorgedragen als rechter bij het Grondwettelijk Hof, het voormalige Arbitragehof. Vanaf 17 december 2007 was ze effectief rechter in dit Hof. In juni 2021 trad ze terug als rechter bij het bereiken van de verplichte pensioenleeftijd voor rechters.
Zij werd als familiaris opgenomen in de Duitse Orde tijdens een plechtige investituur onder grootmeester Bruno Platter in de Drievuldigheidskerk van Konstanz op 23 en 24 september 2016.